# Лыткинское сельское поселение
Лы́ткинское сельское поселение — муниципальное образование в Афанасьевском районе Кировской области.
Административный центр — посёлок Лытка.

## География
Расстояние до райцентра - 55 км.

## История
Поселение расположено на лесоучастках бывшего Афанасьевского леспромхоза, образованного в 1929 году и просуществовавшего до 2002 года.
Лыткинское сельское поселение образовано 1 января 2006 года в соответствии с Законом Кировской области от 07.12.2004 № 284-ЗО, в него вошла территория бывшего Лыткинского сельского округа.

## Население
| 2010 | 2012 | 2013 | 2014 | 2015 | 2016 | 2017 |
| ---- | ---- | ---- | ---- | ---- | ---- | ---- |
| 712  | ↘669 | ↘641 | ↘610 | ↘574 | ↗578 | ↘553 |
| 2018 | 2019 | 2020 | 2021 |      |      |      |
| ↘514 | ↘505 | ↘469 | ↘374 |      |      |      |

## Населённые пункты
В состав поселения входит 2 посёлка (население, 2010):
- Лытка — 494 чел.;
- Томызь — 218 чел.

## Экономика
После закрытия леспромхоза в 2002 году заготовкой леса занимаются частные предприниматели и ООО «Летка – леспром», однако объемы заготовки значительно снизились в связи с чем имеется большая безработица и многие трудоспособные граждане работают за пределами поселения.

## Социальная инфраструктура
На территории поселения имеется 2 библиотеки, СДК, ФАП, 2 школы.